# Vincenzo Simonelli
Vincenzo Simonelli (Teverola, 16 febbraio 1929 – Teverola, 12 novembre 2014) è stato un avvocato e politico italiano.
Militante del Movimento Sociale Italiano - Destra Nazionale e poi di Alleanza Nazionale, fu sindaco di Teverola, consigliere comunale del comune di Santa Maria Capua Vetere e consigliere provinciale della provincia di Caserta.
Nel 1994 fu eletto alla Camera nel collegio uninominale di Santa Maria Capua Vetere: nonostante la divisione del centro-destra, che nei collegi della circoscrizione Campania 2 non dette vita alla coalizione del Polo del Buon Governo, Simonelli prevalse sul candidato progressista e su quello sostenuto da Forza Italia, ottenendo il 26,6% dei voti. Terminò il mandato di parlamentare nel 1996.